# Loch Carn a’ Mhaoil
Loch Carn a’ Mhaoil, ist ein See auf der schottischen Hebrideninsel Islay.

## Beschreibung
Der See liegt in der dünnbesiedelten, hügeligen Region im Südosten der Insel. Die nächstgelegene Siedlung ist der etwa zwei Kilometer östlich gelegene Weiler Kintour. Der Loch Carn a’ Mhaoil weist eine maximale Länge von rund 580 m bei einer Breite von höchstens 240 m auf. Vier Bäche speisen den Loch Carn a’ Mhaoil. Von seinem Ostufer fließt der Allt Loch Carn a’ Mhaoil ab, der über den Kintour River und die Aros Bay in den Sound of Jura entwässert.
Der auf 57 Metern Höhe gelegene See weist eine mittlere Tiefe von 4,8 Metern und ein Volumen von rund 0,52 Kubikkilometern auf. Er nimmt eine Fläche von elf Hektar ein und besitzt einen Umfang von rund zwei Kilometern. Sein 112 Hektar umfassendes Einzugsgebiet nimmt im Wesentlichen Flächen südwestlich des Sees ein und setzt sich aus moorigen Flächen (43 %) und Heideland (31 %) zusammen, während Grundwasser 9 % des Zuflusses ausmacht.
Der Fischbestand des Loch Carn a’ Mhaoil ermöglicht Freizeitangeln.

## Umgebung
In der Umgebung von Loch Carn a’ Mhaoil finde sich mehrere Überreste früherer Besiedlung. Nordwestlich auf einer Anhöhe wurden die Überreste eines Forts gefunden. Dieses maß einst 76 m × 15 m und war von einer 2,80 m mächtigen Mauer umgeben. Die Überreste eines weiteren Forts befinden sich westlich auf der Anhöhe An Dun. Die 94 m × 35 m messende Anlage war mit einer ein Meter hohen und einer bis zu 2,50 m mächtigen Mauer umfriedet. Südöstlich des Sees befand sich einst ein Dun, der 16 m × 12 m maß und von einer 80 cm hohen Mauer umgeben war. Des Weiteren existieren im Umkreis von Loch Carn a’ Mhaoil die Überreste mehrerer Shieling-Hütten.